# Сардиния Арена
Сардиния Арена (итал. Sardegna Arena) — временный стадион футбольного клуба Кальяри, выступающего в Серии А. Расположен в городе Кальяри, остров Сардиния.

## История
В 2010 году домашний стадион футбольного клуба Кальяри, Сант-Элия, был признан устаревшим и требующим реконструкции.
В 2012 году стадион был признан непригодным для проведения матчей из-за чего Кальяри пришлось переехать сначала на стадион имени Нерео Рокко, который расположен на востоке материковой части Италии, а затем на стадион Ис Аренас, который расположен в Сардинии и был увеличен временными конструкциями для возможности проведения матчей Серии А. Однако на стадионе регулярно возникали проблемы с безопасностью, из-за чего несколько матчей Кальяри пришлось провести без зрителей. К концу сезона 2013-2014 клубу удалось договориться о возвращении на свой родной стадион, однако часть трибун оставались закрытыми.
В 2016 году команда принимает решение строить новый временный стадион, который будет использоваться пока идёт реконструкция стадиона Сант-Элия. Для Кальяри было важно, чтобы стадион находится как можно ближе к прежнему спорткомплексу, поэтому Сардиния Арена была построена на парковке Сант-Элия.
Весной 2017 года начались работы по подготовке площадки для строительства, а уже в 10 сентября Кальяри провёл на стадионе первый официальный матч.
В июне 2021 года клуб объявил о сотрудничестве со страховой группой Unipol, благодаря которому Кальяри получил финансы на реконструкцию Сант-Элия, а Сардиния Арена была переименована в Унипол Домус (итал. Unipol Domus). После демонтажа временного стадиона, название будет передано стадиону Сант-Элия до конца 2025 года.